# Jakob Ahlmann Nielsen
Jakob Ahlmann Nielsen (Brønderslev, 18 augustus 1991) is een voormalig Deens voetballer. Hij speelde zijn gehele carrière voor Aalborg BK.

## Clubcarrière
Jakob Ahlmann Nielsen maakte zijn debuut in het professionele voetbal op 16 mei 2010 in de wedstrijd tegen HB Køge. Pas in het seizoen 2013/14 wist hij pas voor de eerste maal te scoren voor zijn club, dat was in de wedstrijd tegen Viborg FF. In 2014 werd won hij met Aalbork BK de competitie en de voetbalbeker. Ahlmann maakte in de bekerfinale de 3-1 tegen FC Kopenhagen. Aan het einde van het seizoen 2023/24 kondigde hij aan te stoppen met zijn profcarrière als voetballer. In totaal speelde Ahlmann 329 wedstrijden voor Aalborg.

## Internationale carrière
Jakob Ahlmann kwam voor verschillende vertegenwoordigende elftallen van Denemarken uit. Op 22 mei 2014 debuteerde hij voor Denemarken in de wedstrijd tegen Hongarije. Nadat hij zes jaar niet was uitgekomen voor het nationale elftal kreeg hij een oproep in 2020 en speelde hij enkele minuten mee tegen Zweden.

## Erelijst
Aalborg BK
- Superligaen (1): 2013/14
- Deense voetbalbeker (1): 2013/14